# Pseudaletia punctulata
Pseudaletia punctulata är en fjärilsart som beskrevs av Blanchard 1852. Pseudaletia punctulata ingår i släktet Pseudaletia och familjen nattflyn. Inga underarter finns listade i Catalogue of Life.